# Švibov
Švibov je přírodní rezervace v katastrálním území obce Nová Lehota v okrese Nové Mesto nad Váhom v Trenčínském kraji na Slovensku. Území bylo vyhlášeno v roce 1993 a jeho rozloha je 3,42 hektaru. Předmětem ochrany je acidofilní doubrava na krystaliniku Povážského Inovce, která je propojena s xerotermními společenstvy na vápencích a dolomitech obalových hornin pohoří.